# Maria Grabovetskaja
Maria Aleksandrovna Grabovetskaja (kazakiska: Мария Александровна Грабовецкая), född 10 april 1987 i Köksjetau i Kazakiska SSR i Sovjetunionen, är en kazakisk före detta tyngdlyftare som tävlade i +75-kilosklassen. Hon vann en bronsmedalj i olympiska sommarspelen 2008 i Peking. Grabovetskaja blev senare fråntagen medaljen efter en omtestning av hennes dopningsprov från 2008.